# Богдановка (Прохоровский район)
Богдановка — хутор в Прохоровском районе Белгородской области. Входит в состав Кривошеевского сельского поселения.

## География
Находится в северной части Белгородской области, в лесостепной зоне, в пределах юго-западного склона Среднерусской возвышенности, при автодороге М2, на расстоянии примерно 16 километров (по прямой) к востоку от Прохоровки, административного центра района. Абсолютная высота — 242 метра над уровнем моря.

### Климат
Климат характеризуется как умеренно континентальный, с относительно мягкой зимой и тёплым продолжительным летом. Среднегодовая температура воздуха — 5,4 °C. Средняя температура воздуха самого холодного месяца (января) — −9,2 °C; самого тёплого месяца (июля) — 16,4 — 24,3 °C. Безморозный период длится в среднем 155—160 дней. Годовое количество атмосферных осадков — 527—595 мм, из которых большая часть выпадает в тёплый период.

### Часовой пояс
Хутор Богдановка как и вся Белгородская область, находится в часовой зоне МСК (московское время). Смещение применяемого времени относительно UTC составляет +3:00.

## История
Начало своей истории Богдановка ведет с 1690 года, когда Сторожевая Яруга была пожалована трем боярским детям Шеховцовым. Впоследствии, их дети продали её в 1703 году московским помещикам  Калашниковым, затем, в 1769 году, она переходит во владение отставному майору И. П. Ильинскому, который поставил там  небольшой хутор, но заселить его не успел.
В том же 1976 году он продает земли подпоручику  Богдану Даниловичу Григорьеву, который в свою очередь заселяет хутор в 1770 году подданными крестьянами из села Черная Поляна, сегодня это Зеленой. С данного момента хутор носил название «Сторожевая яруга Богдановка тож». Позднее название потеряло некоторую часть и хутор стали называть просто - Богдановка. В 1800-х годах сыновья Григорьева продали его прапорщику Веревкину, чья семья владела им на протяжении 70 лет. 
В 1870-х годах потомки продали хутор отставному майору, графу Крейцу, Витольду Киприановичу, выходцу из старинного славянского рода, представители которого в 17 веке переселились в Польшу из Пруссии, участнику русско-турецкой войны и мужу Надежды Борисовны Волконской.  Его семья владела этими землями вплоть до революции. 
В своем имении Граф занимался разведением породистых лошадей, которые шли на продажу за границу.  
Богдановка не была никогда большим населенным пунктом, хотя рдно время являлась волостным центром. По архивным данным в 1837 году на хуторе проживало 66 мужчин, в 1858 году- 52. На момент 1885 года насчитывалось 17 дворов и 173 человека.
Во времена коллективизации, в 1930-м году на хуторе был образован  колхоз «Потребкооперация». В колхозе разводили лошадей, ценившихся в местных краях, а так же кроликов (выращивали породу белый пушистый великан), садоводство было одной из сильных сторон колхоза.
В Богдановке работала четырехлетняя школа, ветеринарная больница, построена ферма (1975 год) с внедрением механизированной дойки коров.

## Население
| 2002 | 2010 |
| ---- | ---- |
| 57   | ↘51  |

### Половой состав
По данным Всероссийской переписи населения 2010 года в гендерной структуре населения мужчины составляли 45,1 %, женщины — соответственно 54,9 %.

### Национальный состав
Согласно результатам переписи 2002 года, в национальной структуре населения русские составляли 87 %.